# Ophiusa finifascia
Ophiusa finifascia is een vlinder uit de familie van spinneruilen (Erebidae). De wetenschappelijke naam is voor het eerst geldig gepubliceerd in 1858 door Walker.
De soort komt voor in tropisch Afrika, waaronder Zuid-Afrika en de Comoren.